# 209. motorizirana strelska divizija (ZSSR)
209. motorizirana strelska divizija je bila  motorizirana strelska divizija Rdeče armade v času druge svetovne vojne.

## Zgodovina
Divizija je bila ustanovljena aprila in bila uničena julija 1941.